# Ліндос
Ліндос (грец. Λίνδος) — прибережне село з двома мальовничими гаванями в Греції. Розташоване на висоті 12 метрів над рівнем моря
, на мисі Крана, на південному сході острова Родос, за 40 км на південний захід від адміністративного центру острова, міста Родос і за 440 км на південний схід від Афін Входить до складу громади Родос у периферії Південні Егейські острови. Населення 819 осіб за переписом 2011 
.
Село перетинає національна дорога 95 Родос - Лардос.

## Історія
Село знаходиться на місці древнього міста Лінд, заснованого в VIII—VI ст. до н. е. Лінд був одним із трьох провідних міст на острові. (два інших — Іаліс та Камір)
. 
Місто входило в так званий доричний Гексаполь, «Шестиграддя» (союз шести доричних міст Малої Азії: Галікарнас, Лінд, Іаліс, Камір, Кос та Кнід)
.
У 689 році до н. е. жителями Лінда засновано місто Гела на південному узбережжі Сицилії
..
Стародавнє місто знаходилося між мисом Крана і акрополем. Акрополь Лінда - другий за величиною і значимістю в Греції - є основною пам'яткою Ліндоса. Акрополь розташовувався на вершині скелі заввишки 116 м. На південному краю акрополя розташовується храм Афіни, вузький амфіпростиль IV століття до н. е. Спочатку на місці храму знаходився вівтар, потім була зведена проста целла, у VI столітті до н. е. Клеобул побудував храм, зруйнований при пожежі в IV столітті до н. е. Святилище Афіни у Лінді згадано Гомером та Геродотом
, 
як одне з найважливіших загальногрецьких святилищ, що існували ще в мікенський період. Так, Геродот свідчить про подарунки єгипетського фараона Амасіса II святилищу в VI столітті до н. е.

У північній частині акрополя розташовані великі стоя (близько 300 до н. е. з колонадою (II століття до н.е.). На акрополі виявлено кілька постаментів з підписами художників, які свідчать про існування в еліністичну епоху родоської школи скульптури. Також було виявлено багато написів, у тому числі знаменита «Ліндська храмова хроніка», а також велика кількість фігурок та різних предметів з VIII століття до н. е. до римської епохи.
Тут у минулому знаходилася резиденція лицарів Ордену Святого Іоанна (іоаннітів або, так званих, госпітальєрів). Крім того, в південній частині Акрополя до наших днів збереглися останки невеликого античного храму Афіни в Лінді — шанованої греками святині. За міфом, храм було зведено приблизно в XIV столітті до н. е. Данаєм (сином єгипетського царя Бел (міфологія)Бела і родоначальником данайців) та його 50-ма дочками під час їхнього вимушеного укриття на Родосі від ревнощів богині Гери (Гомер). Серед античних руїн Лінда — залишки водонапірної галереї та пропілів над нею на акрополі, залишки театру та гімнасія у східній частині поселення, пам'ятники некрополя.
На вході в Акрополь розміщений унікальний петрогліф — барельєф давньогрецького військового корабля роботи скульптора Піфократа. Родоський морський закон, який свідчить про морському значенні Родосу в античний період: Лінд з давніх часів був місцем перетину морських шляхів; саме тут було складено та ратифіковано перший у світі кодекс морського права — знаменитий Родоський морський закон
Також у місті розташовано кілька православних храмів, у тому числі Святомиколаївська православна церква XIII століття зі дзвіницею XX століття, побудована на місці ще більш давньої церкви, а також численні «будинки капітанів» XVI—XIX ст. Серед персоналій згадується тиран — наймудріший правитель Лінда, один із семи мудреців античності — Клеобул, якому поставлено пам'ятник. Ліндські скульптори були відомі по всій Елладі. Піфократ — автор крилатої скульптури Ніки Самофракійської, нині виставленої в Луврі.
Близько 57 року н. е., під час 3-ї апостольської подорожі, апостол Павло зійшов на берег у Лінді для ведення місіонерської діяльності. 

На його честь тут названо затоку та зведено каплицю.
Археологічні та історичні дослідження в Ліндосі, у тому числі розшифровку стародавніх написів, здійснив видатний данський археолог Крістіан Блінкенберг. Він же спільно з Карлом Фредеріком Кінчем на акрополі Ліндоса виявив «Ліндську храмову хроніку» — мармурову стелу, споруджену в 99 році до н. е., з довгим написом, що містить перелік дарів, піднесених до храму Афіни Ліндії. Результати її вивчення він опублікував у 1912 році 1912 року.
.

## Клімат
| Клімат Ліндоса          | Клімат Ліндоса | Клімат Ліндоса | Клімат Ліндоса | Клімат Ліндоса | Клімат Ліндоса | Клімат Ліндоса | Клімат Ліндоса | Клімат Ліндоса | Клімат Ліндоса | Клімат Ліндоса | Клімат Ліндоса | Клімат Ліндоса | Клімат Ліндоса |
| Показник                | Січ.           | Лют.           | Бер.           | Квіт.          | Трав.          | Черв.          | Лип.           | Серп.          | Вер.           | Жовт.          | Лист.          | Груд.          | Рік            |
| Абсолютний максимум, °C | 21,9           | 24,8           | 24,5           | 32,4           | 36,2           | 43,2           | 42,7           | 43,1           | 39,8           | 37,9           | 27,2           | 22,5           |                |
| Середній максимум, °C   | 15,8           | 17,2           | 19,0           | 22,6           | 26,6           | 31,7           | 35,1           | 35,0           | 31,5           | 26,6           | 21,9           | 17,9           | 25,1           |
| Середня температура, °C | 13,2           | 14,6           | 16,2           | 19,2           | 23,0           | 27,9           | 31,2           | 31,3           | 28,0           | 23,6           | 19,2           | 15,3           | 21,9           |
| Середній мінімум, °C    | 10,6           | 11,9           | 13,4           | 15,7           | 19,4           | 24,0           | 27,3           | 27,6           | 24,5           | 20,5           | 16,5           | 12,6           | 18,7           |
| Абсолютний мінімум, °C  | 1,1            | 3,3            | 3,1            | 9,4            | 13,8           | 16,8           | 21,1           | 24,0           | 16,3           | 13,1           | 10,5           | 4,3            |                |
| ----------------------- | -------------- | -------------- | -------------- | -------------- | -------------- | -------------- | -------------- | -------------- | -------------- | -------------- | -------------- | -------------- | -------------- |

## Галерея

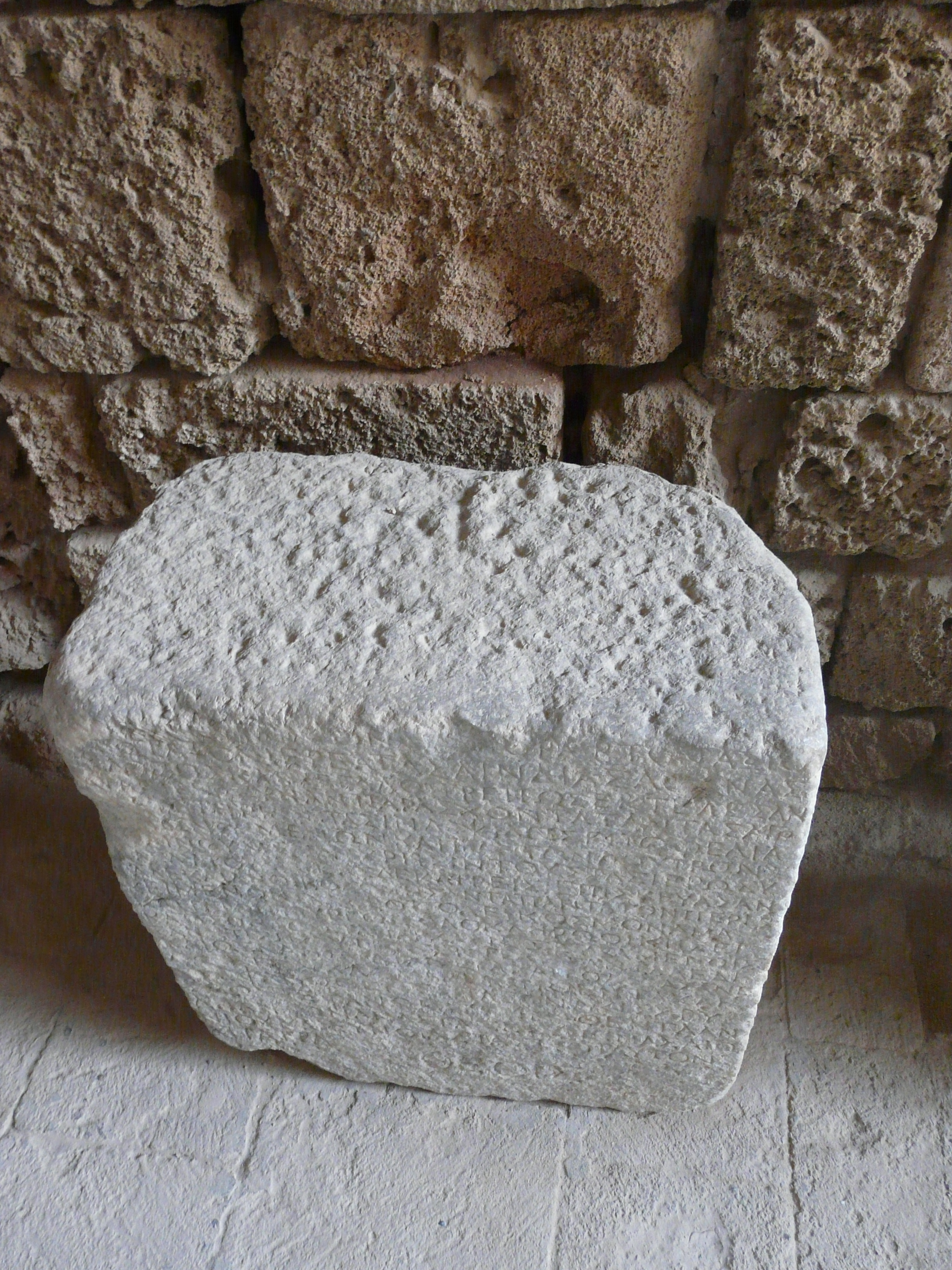
Стародавні написи.
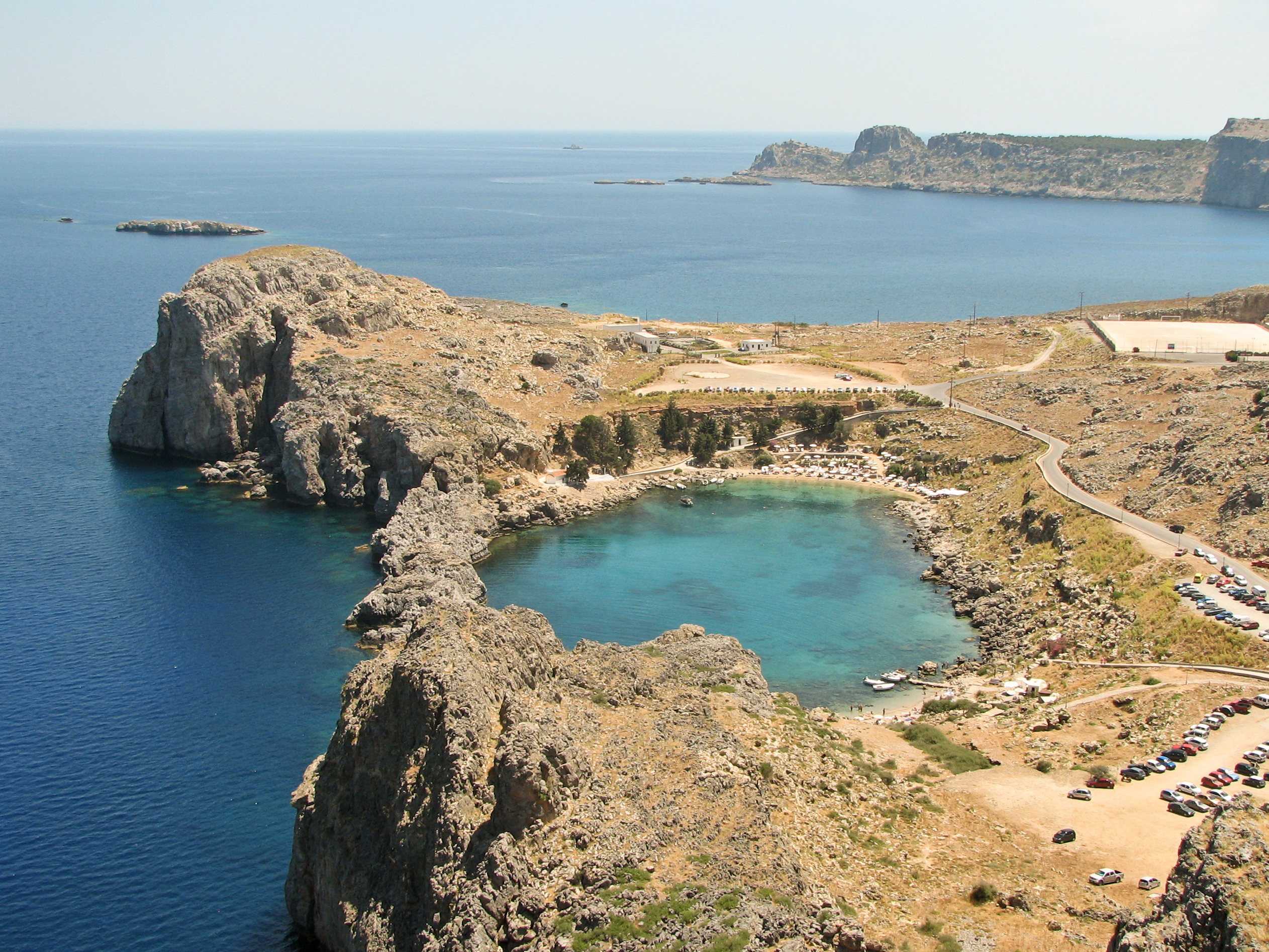
Затока Св. Павла
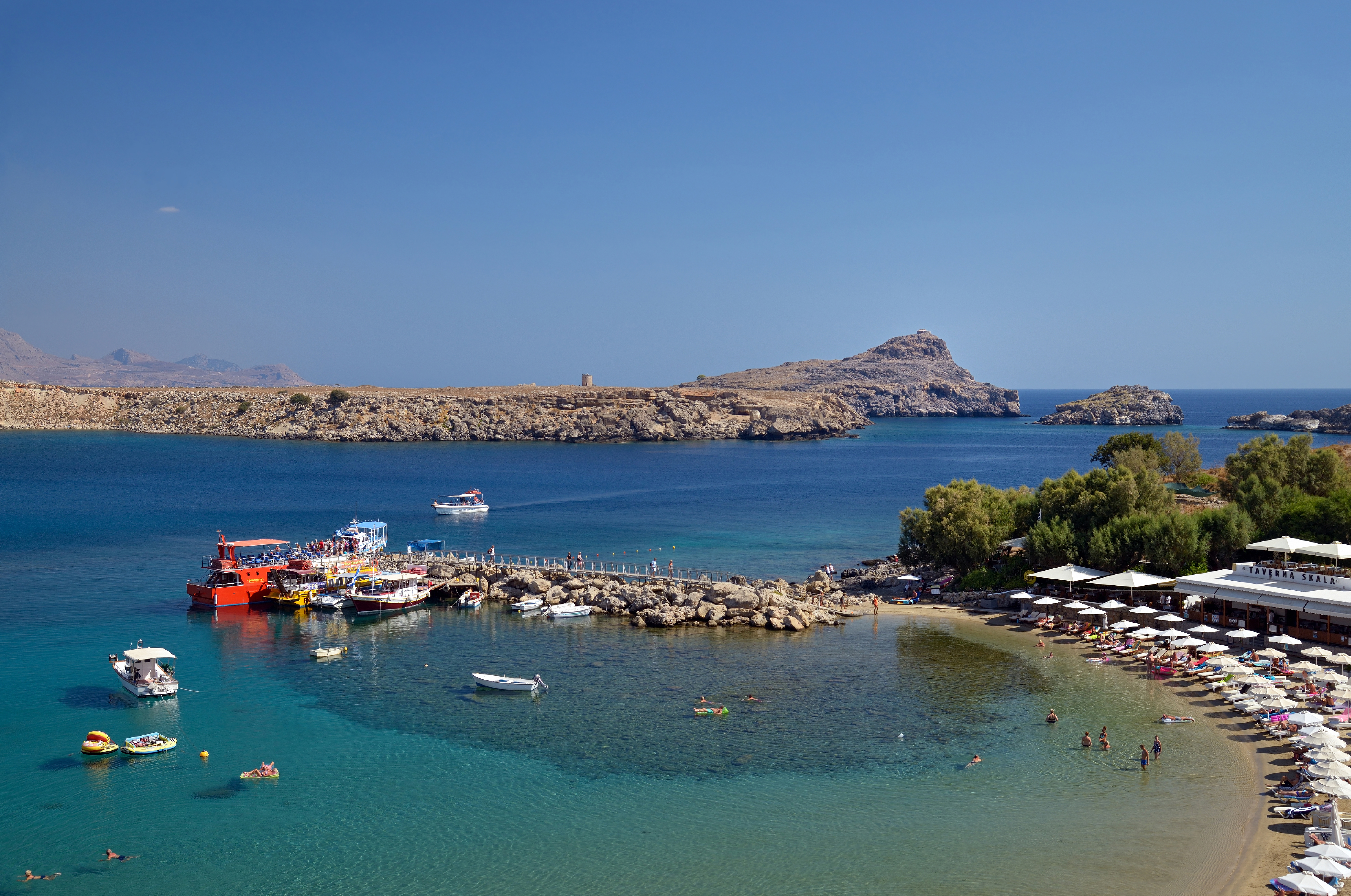
Причал у бухті Ліндоса
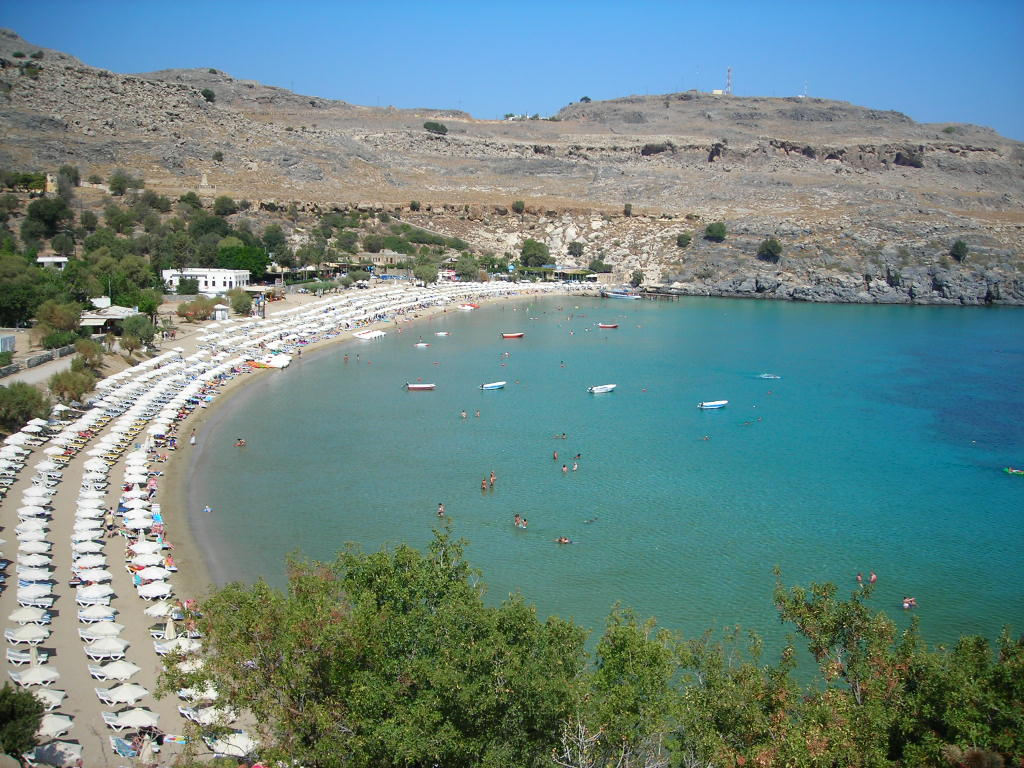
Пляж
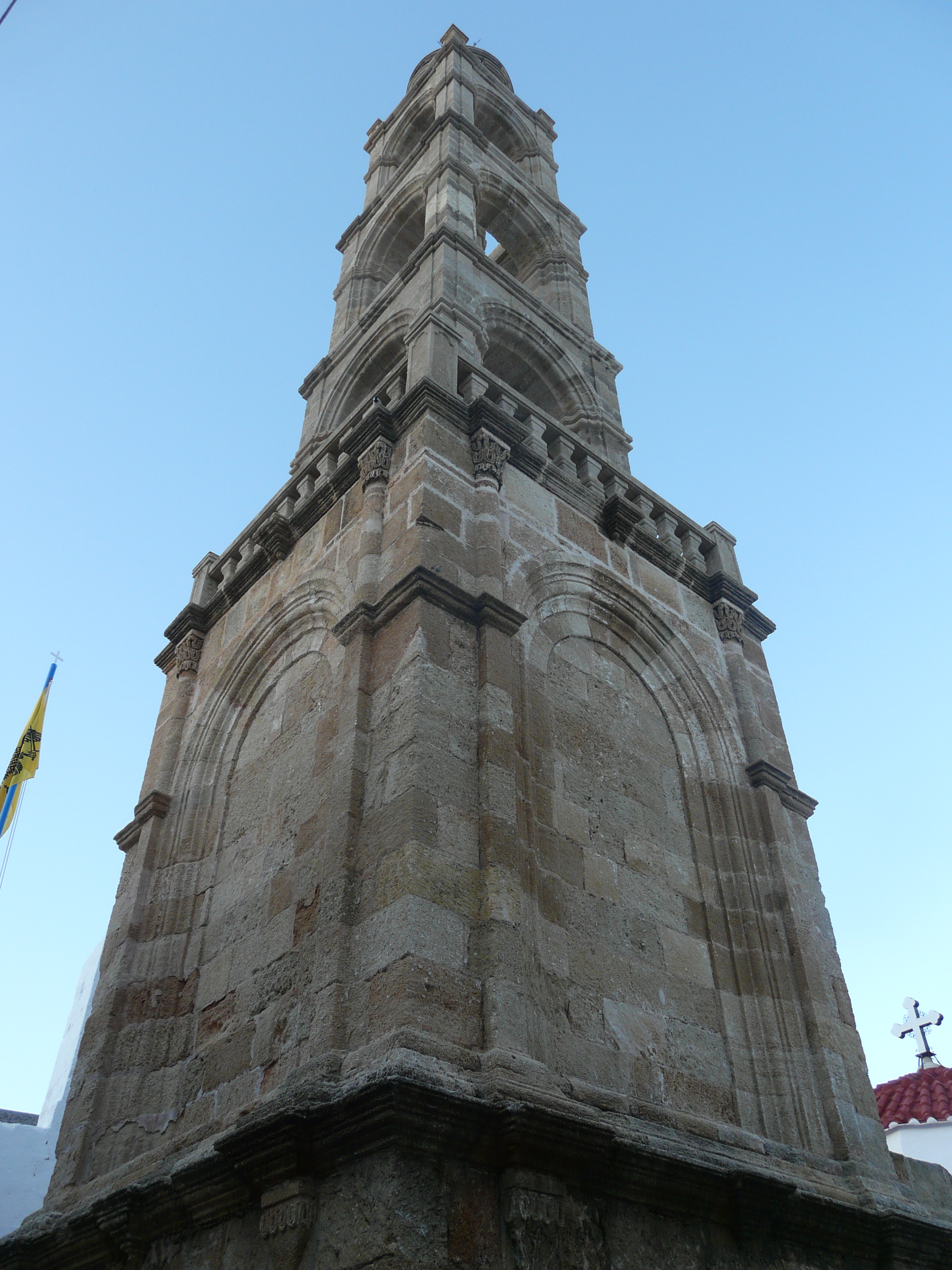
Дзвіниця
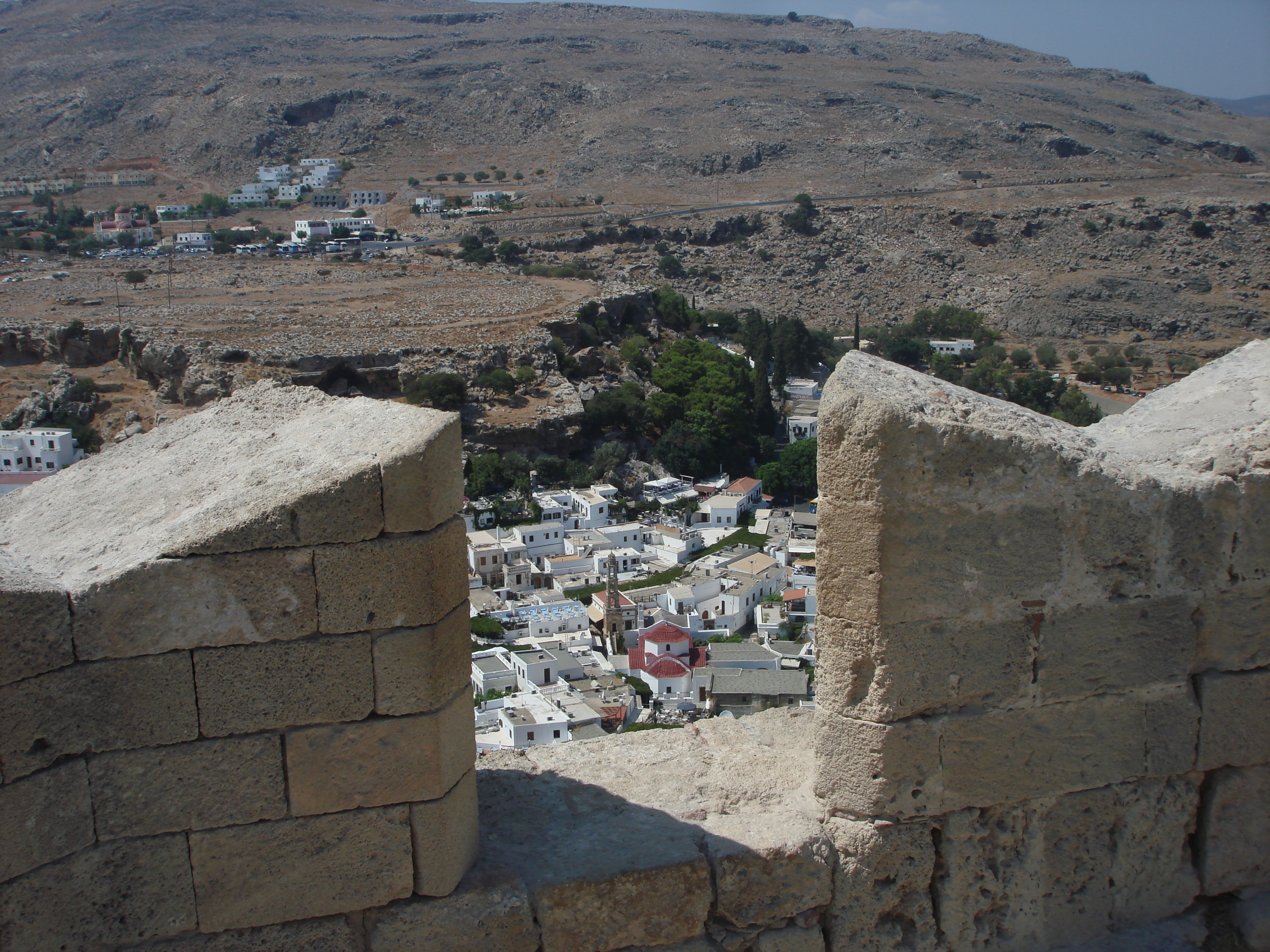
Вид з Акрополя
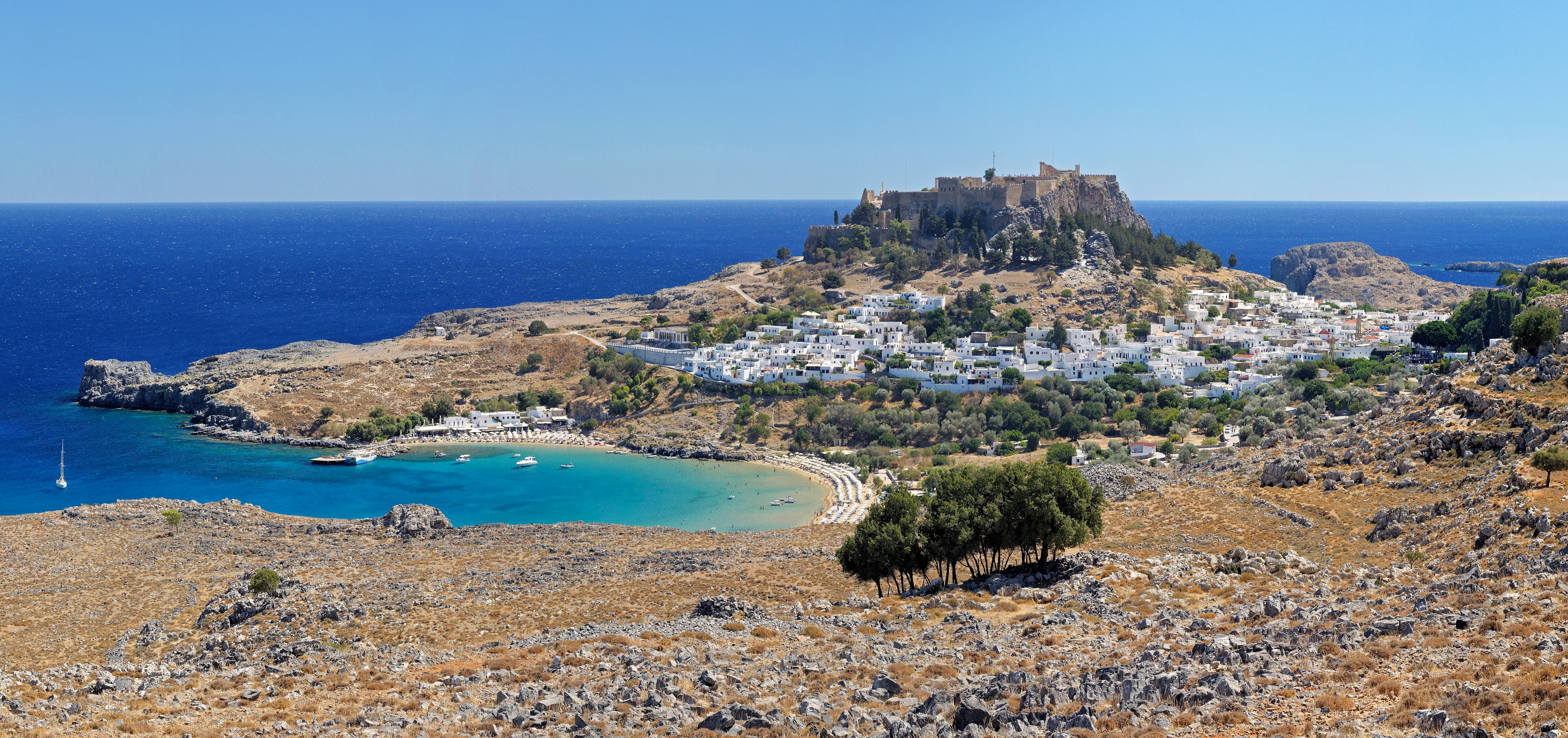
Панорама Ліндоса
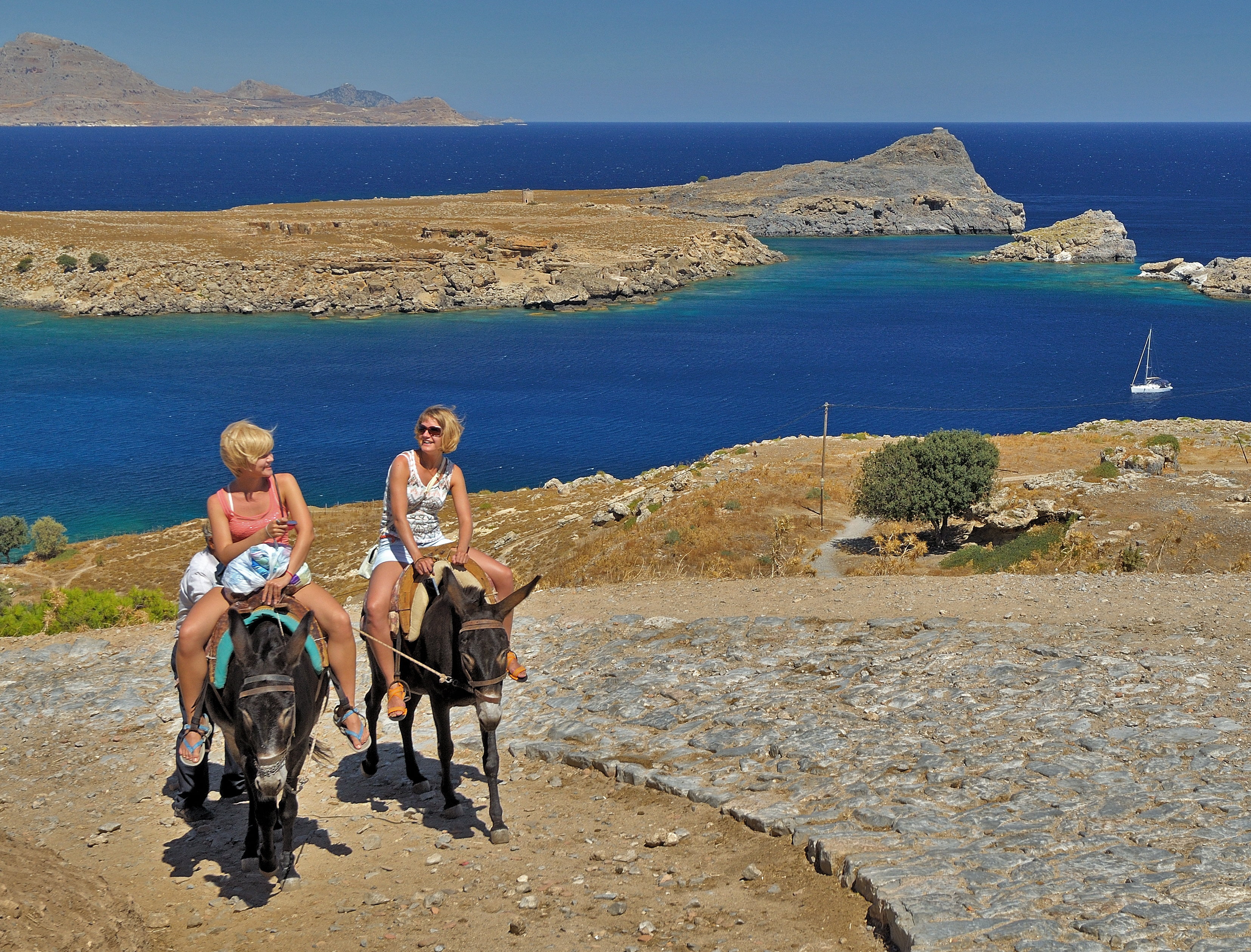
Туристичне таксі
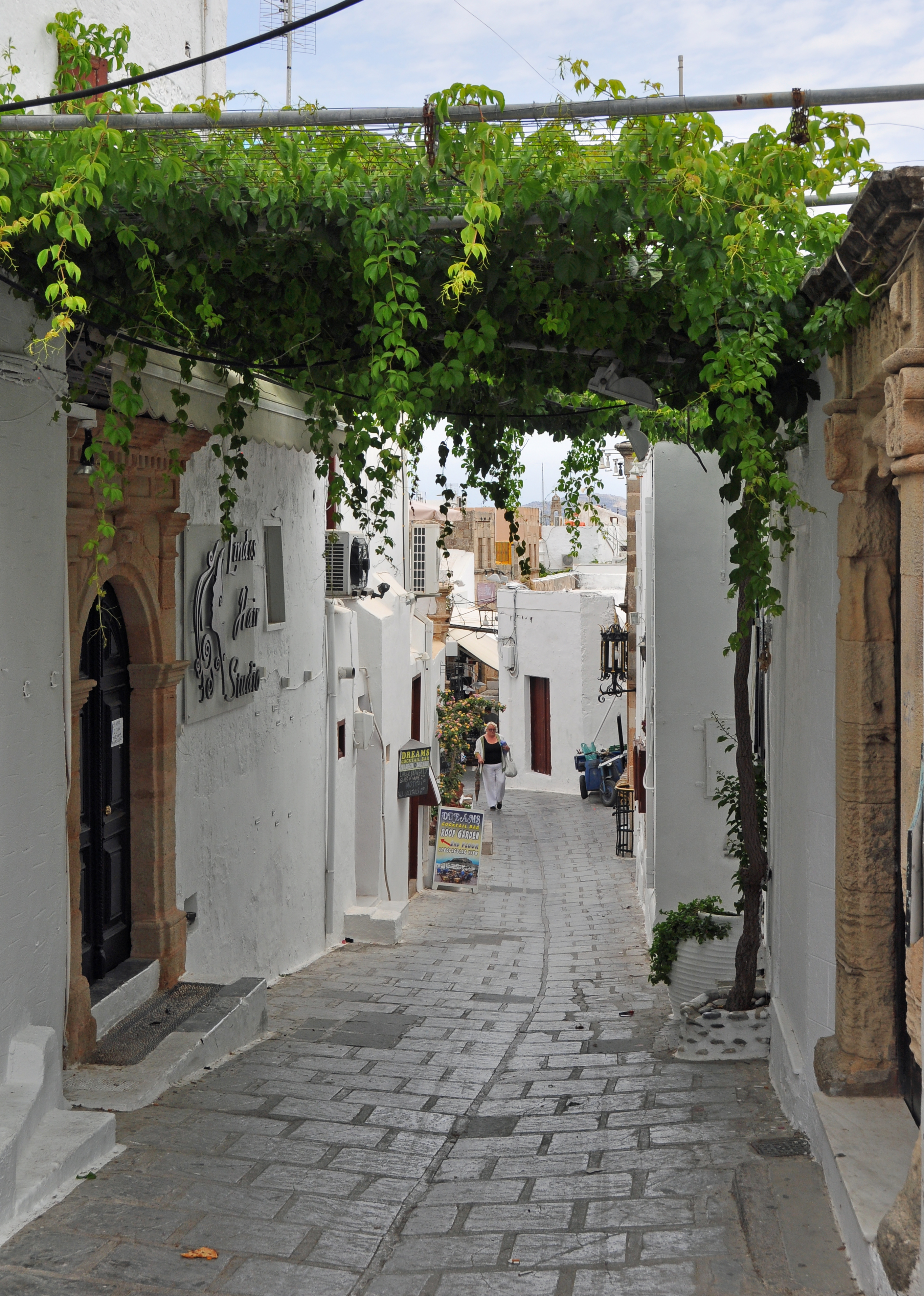
Одна з вуличок міста у 2013 році
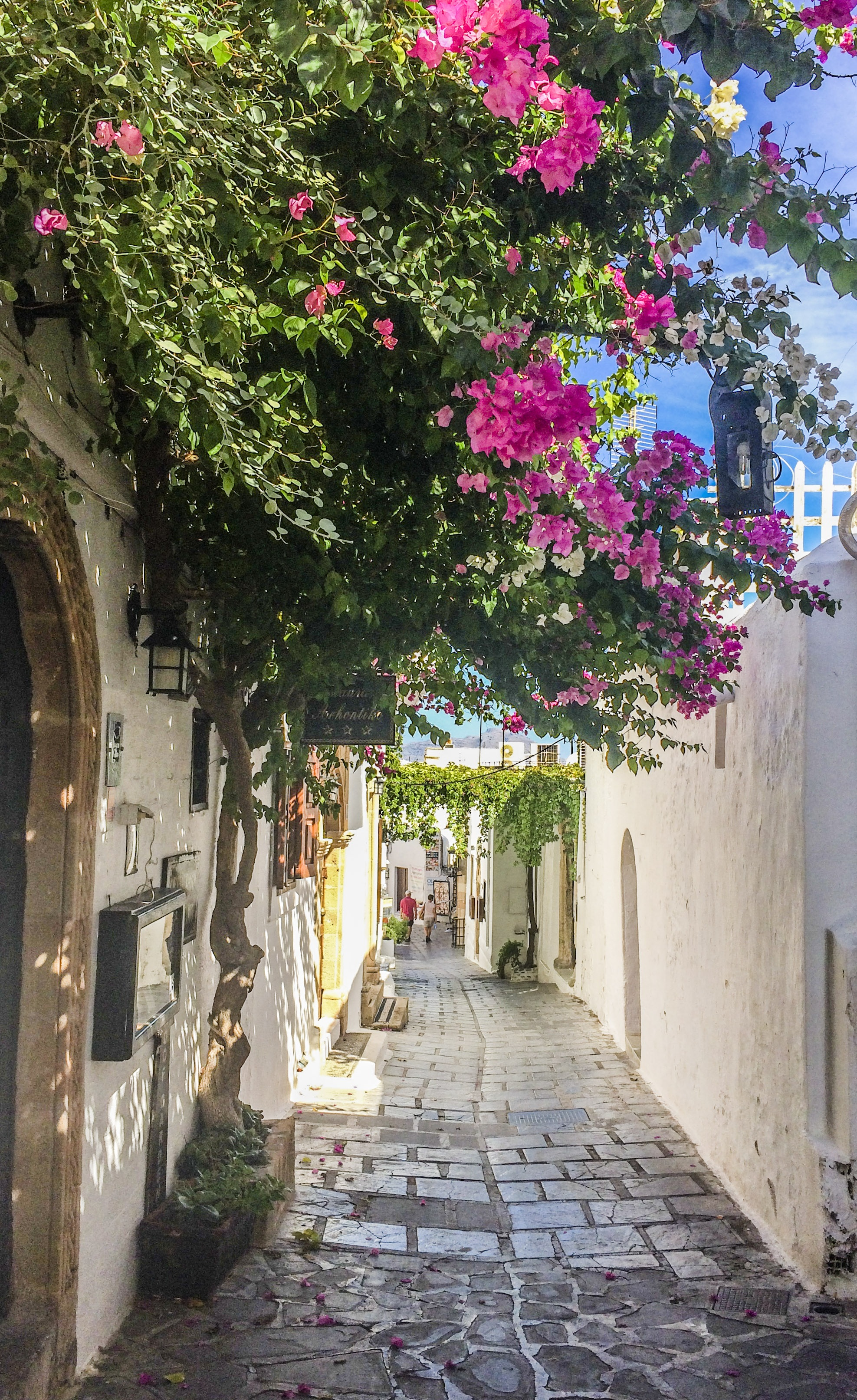
Одна з вуличок міста у 2015 році
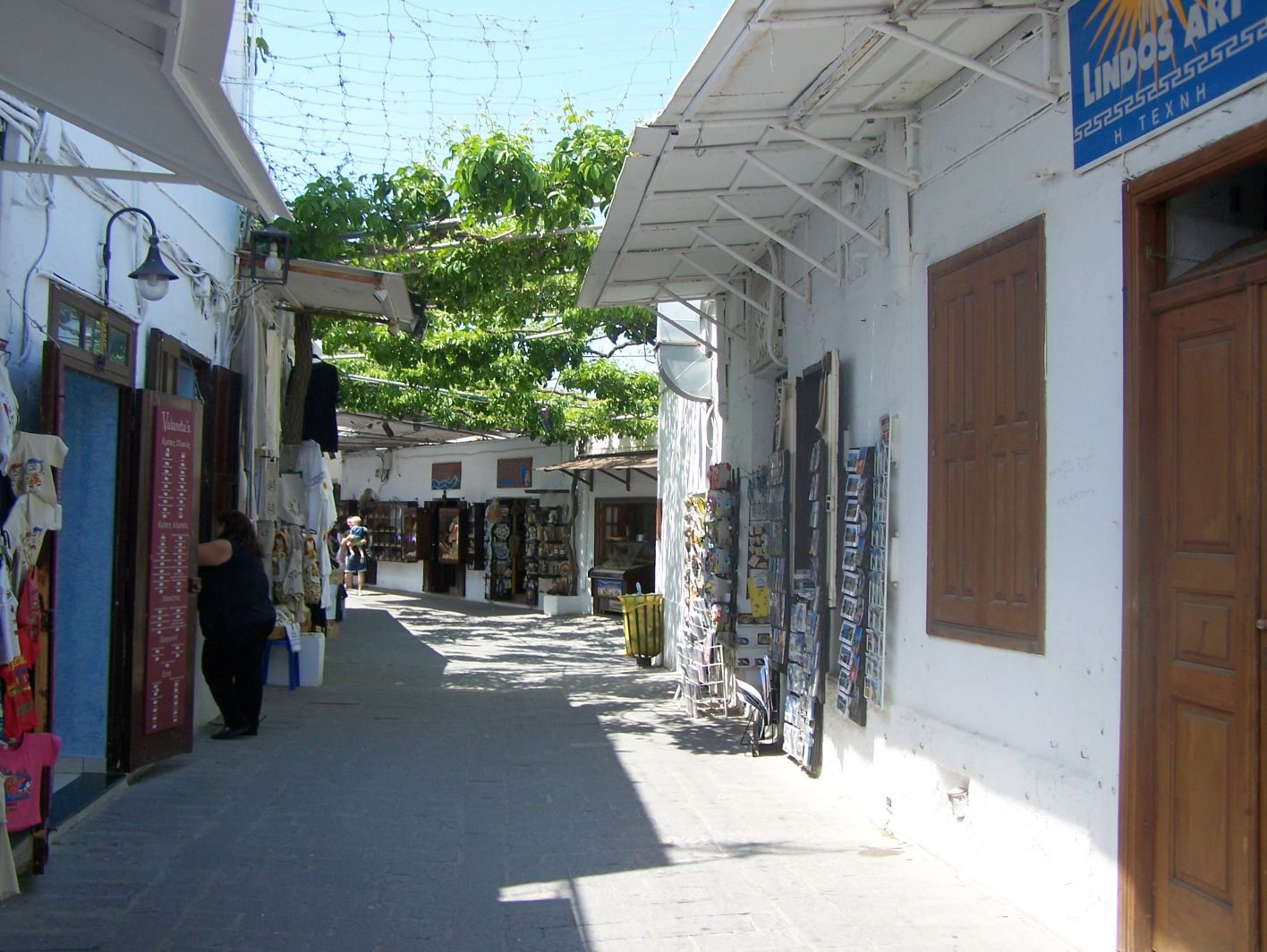
Вулиця із сувенірними магазинами
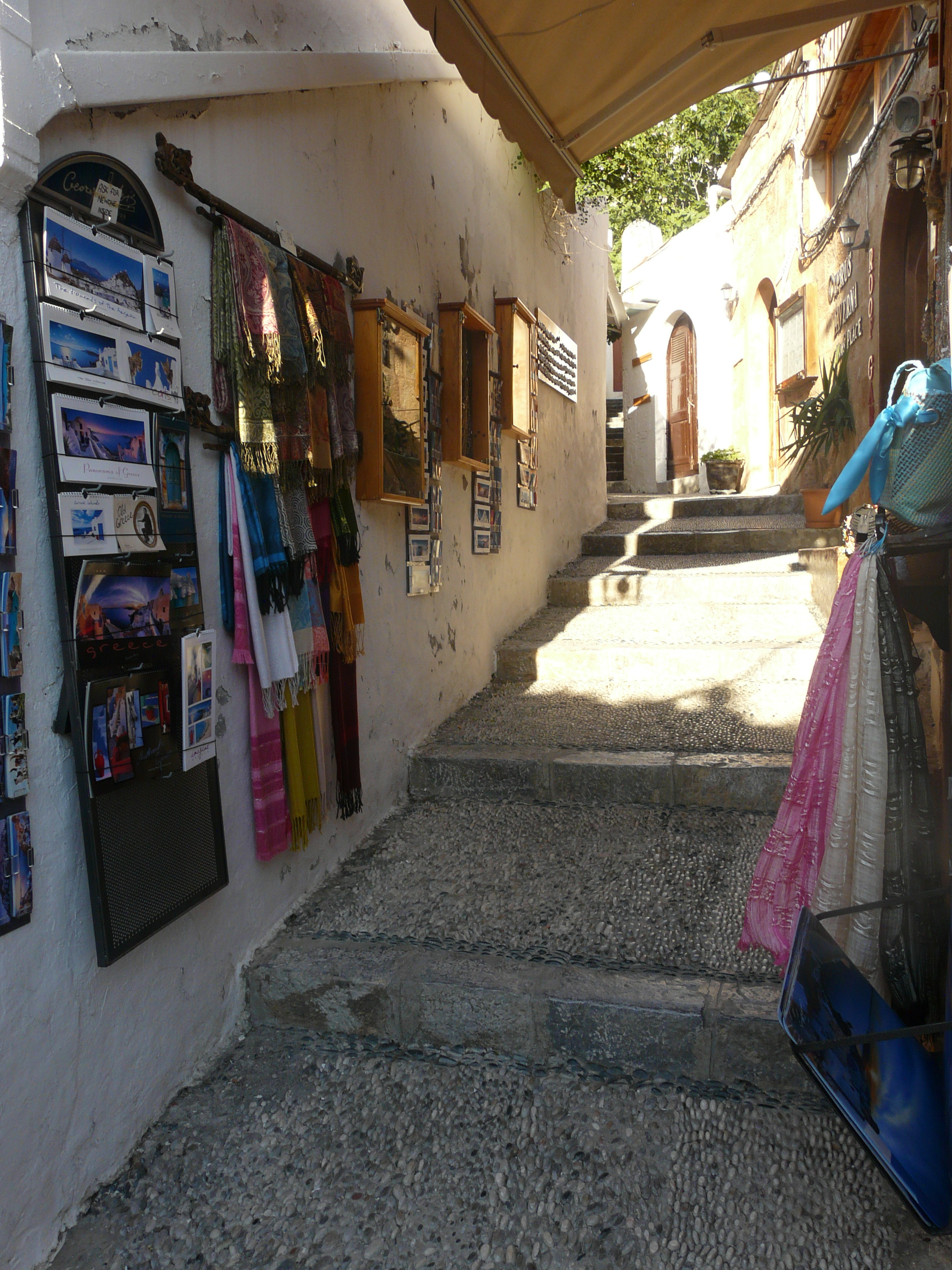
Вулиця із сувенірними магазинами
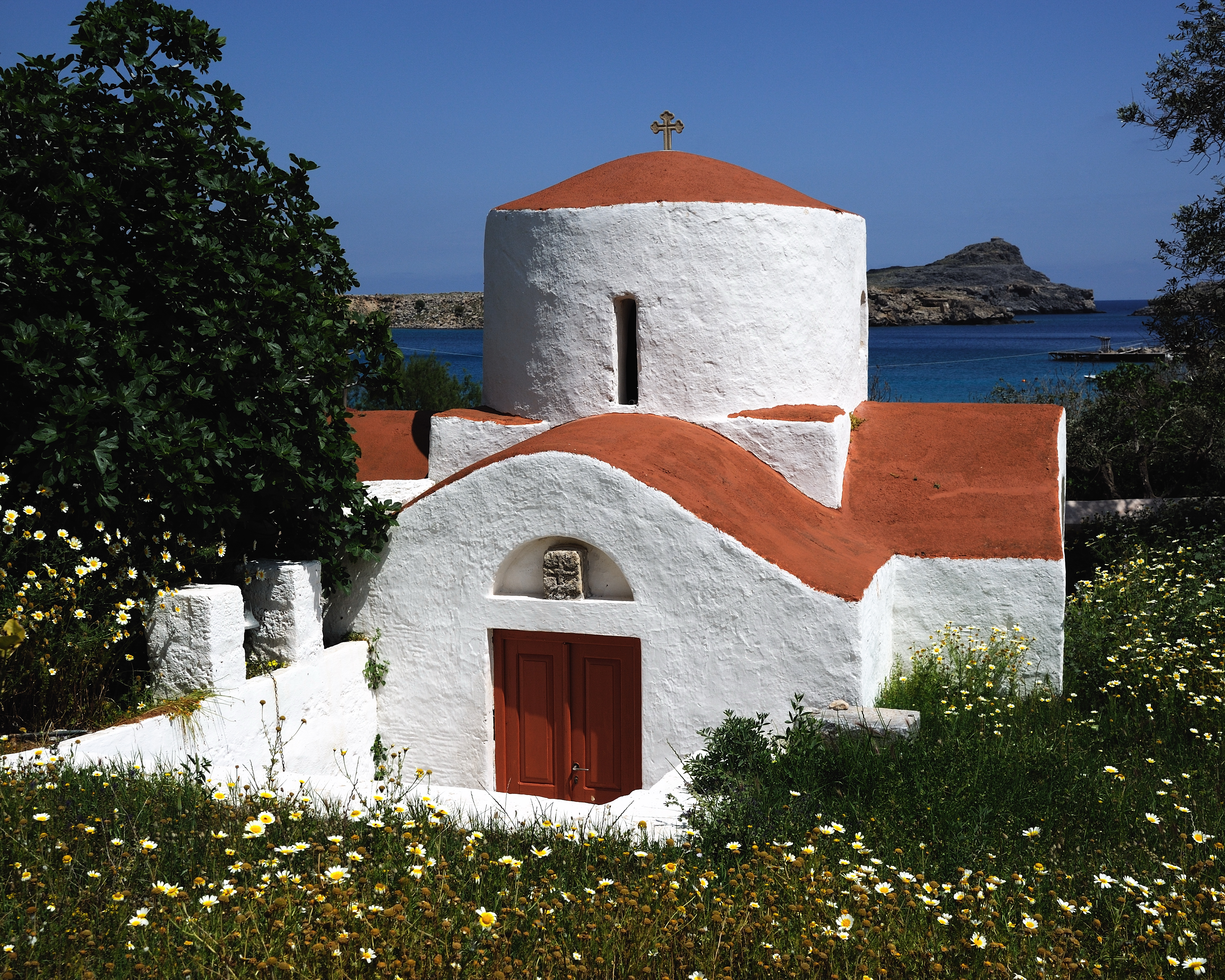
Церква Святого Петра
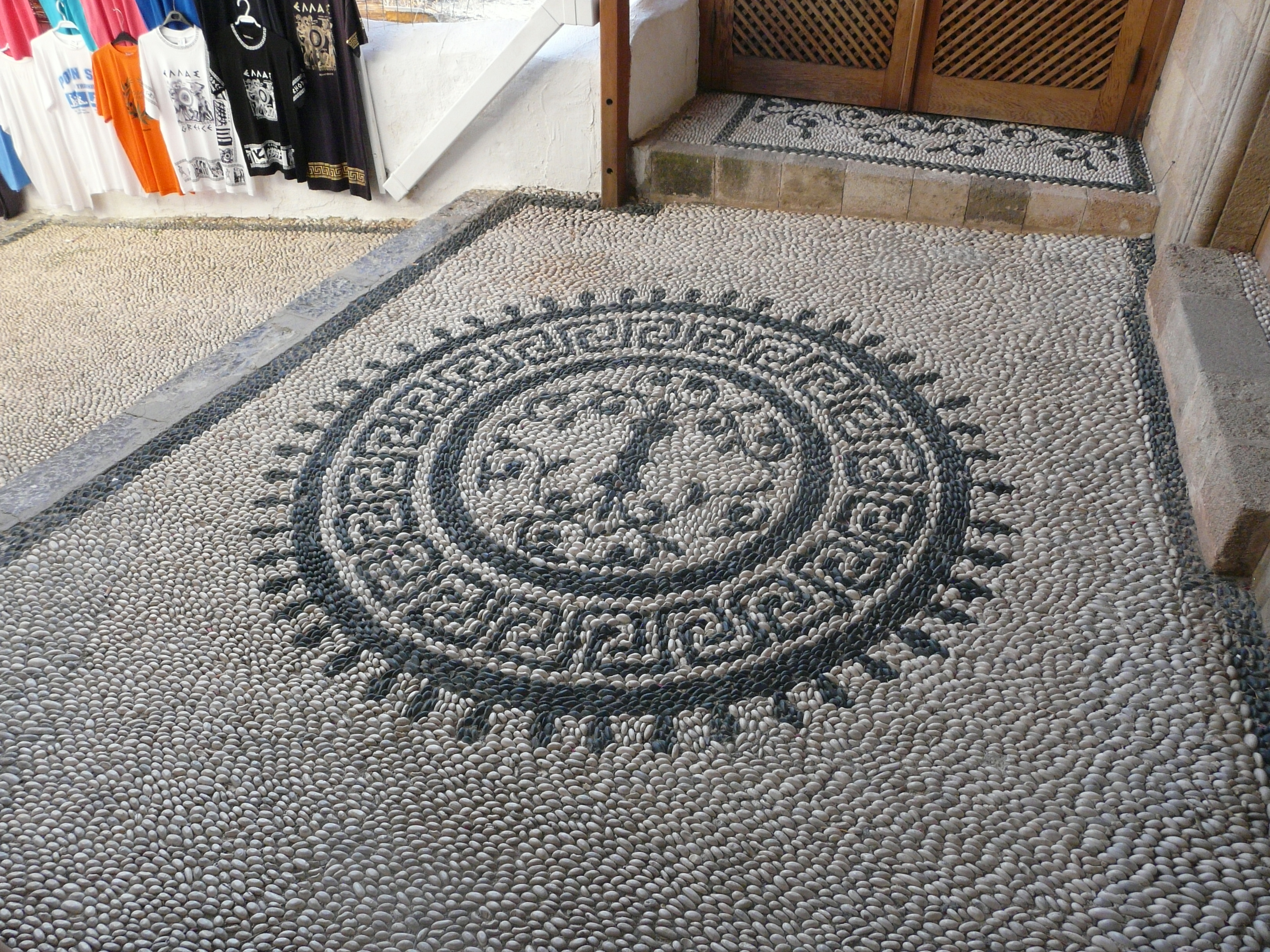
Мозаїка перед будинком